# Сарапата, Доминик
До́миник Сарапа́та (пол. Dominik Sarapata; 25 октября 2007, Свентохловице, Польша) — польский футболист, полузащитник клуба «Копенгаген».

## Клубная карьера
Сарапата начал заниматься футболом в клубе «Юзефка Хожув», после чего продолжил обучение в академии «Гурника» из Забже. В 2024 году начал выступать за вторую команду клуба, а в феврале 2025 года дебютировал за основной состав в Экстракласе — 2 февраля в матче против «Пущи». В сезоне 2024/25 провёл 16 матчей в высшем дивизионе Польши, отметившись одним голом, а также сыграл 9 матчей за резервную команду.
В мае 2025 года продлил контракт с «Гурником» до лета 2028 года. В июне того же года перешёл в датский клуб «Копенгаген». Сумма трансфера составила около 4 миллионов евро, сделка стала одной из самых дорогих в истории продаж игроков польской Экстракласы.

## Карьера в сборной
Выступал за юношеские сборные Польши различных возрастов. В составе команды до 17 лет принимал участие в юношеском чемпионате Европы. На уровне U-18 провёл 10 матчей и забил 1 гол.